# De malle mergpijp
De malle mergpijp is het zesentachtigste stripverhaal uit de reeks van Suske en Wiske. Het is geschreven en getekend door Paul Geerts. Het werd gepubliceerd in De Standaard en Het Nieuwsblad van 20 september 1972 tot en met 2 februari 1973. 
De eerste albumuitgave in de Vierkleurenreeks was in juni 1973, met nummer 143.

## Thema's
In dit verhaal wordt voor het eerst meer bekend over Jeroms jeugd, familie en persoonlijke achtergrond. Een ander belangrijk thema in De malle mergpijp is spaarzaamheid. Het verhaal is daarnaast een aanklacht tegen oorlog, zoals veel verhalen uit de reeks.

## Locaties
- IJsland, voorhistorische onderaardse wereld

## Personages en uitvindingen
- Suske, Wiske met Schanulleke, tante Sidonia, Lambik, Jerom, professor Barabas, Krimson, Achiel  (bediende van Krimson), twee handlangers van Krimson, Lowie en andere agenten, Moe Mie, de grotkastaars (apen), sjamaan

## Uitvindingen
- de Stalen Tor (hovercraft)

## Het verhaal
Lambik ergert zich eraan dat alles alsmaar duurder wordt. Jerom stoort zich aan Lambiks gedrag en vindt dat vroeger alles beter was. Er worden herinneringen opgehaald aan Jeroms vroegere bestaan als holbewoner.
Bij tante Sidonia zien ze professor Barabas op tv, die meldt dat hij een ontdekking in de diepste aardlagen van IJsland heeft gedaan na een vulkaanuitbarsting. Hun oude aartsvijand Krimson ziet deze tv-uitzending ook. Als de vrienden een brief van professor Barabas krijgen, worden ze afgeluisterd door handlangers van Krimson. Ze moeten de volgende dag een kist van het vliegveld afhalen. Ze worden daarbij gehinderd door Krimson, maar de kist komt uiteindelijk veilig bij hen thuis. 
Professor Barabas blijkt zichzelf met een lavablok in de kist te hebben opgesloten en is zo naar huis gegaan. Ze brengen het lavablok naar het laboratorium van de profesor. Als Jerom het blok stukslaat, blijkt er een mergpijp in te zitten. Professor Barabas legt uit dat prehistorische mensen door dit soort magische mergpijpen kleurstof op de tekeningen van dieren bliezen en daardoor voor een goede jacht zorgden. Dan ontdekt Suske dat ze weer worden afgeluisterd, maar de boeven kunnen opnieuw ontsnappen. 
Wiske blaast ’s nachts op de mergpijp. Ze ziet een schim van een vrouw, maar Jerom gelooft haar niet en stuurt haar weg. Krimson wil de mergpijp in handen krijgen om er legers, gangsters en bendes mee te maken. Hij breekt die nacht in het huis van tante Sidonia in en raakt Jerom met een giftige pijl. Jerom raakt niet verdoofd door het gif, maar hij begint wel – gekleed in een dierenvel – als een oermens een wilde tocht door de stad te maken. De politie waarschuwt professor Barabas en de vrienden gaan op zoek naar Jerom, die zich heeft verschanst in een container en met Schanulleke praat. Wiske praat op Jerom in om hem en Schanulleke te redden. Dan komt Jerom ineens tot het besef dat hij zijn eigen moeder erg mist en hij blaast op de mergpijp. Als Wiske naar boven klimt, ziet ze Jerom nog net op een wolk verdwijnen, waarbij hij ook Schanulleke heeft meegenomen. Lambik vindt een briefje waarop Jerom vertelt dat hij nu met zijn moeder ("Moe Mie") mee is: "Bememoemiemee". 
Professor Barabas wil onderzoek doen in IJsland. Hij heeft hiertoe een hovercraft gemaakt waarmee de vrienden in de krater afdalen. In de grotten stuiten ze weer op Krimson en diens twee handlangers in een andere hovercraft. Lambik en tante Sidonia worden gevangengenomen, maar kunnen weer ontkomen. Jerom komt intussen met zijn moeder in een voorhistorische wereld terecht. De stenen geven licht, zodat het niet donker is onder de grond. Jerom doodt een tyrannosaurus voor het avondeten, en wordt door zijn moeder in een wiegje gelegd.
’s Nachts wordt Moe Mie ontvoerd door de grotkastaars, een soort grote apen. Jerom ontdekt hun schuilplaats in een grot. De apen willen Moe Mie offeren omdat ze een visioen hebben gehad over de mens, die een gevaarlijk ras zal worden. Jerom verslaat de apen en bevrijdt Moe Mie. Ze vertelt dat Jerom als kind zijn bijzondere krachten heeft gekregen dankzij een sjamaan, die op verzoek van Moe Mie met zijn mergpijp kleur op zijn tekening heeft geblazen. Door toeval kwam de mergpijp later bij professor Barabas terecht. Toen Wiske erop blies kwam Moe Mie tevoorschijn uit het geestenrijk, maar ze zal ook weer snel hierheen terug moeten keren. 
Jerom wil nog weten hoe hij ooit in het ijs is terechtgekomen, waarin hij eeuwen later door de slechte hertog Le Handru werd ontdekt. Moe Mie vertelt dat Jerom door een overstroming werd meegesleurd. Later kreeg de sjamaan nog een visoen van Jerom die nu in het ijs zat opgesloten. 
De vader van Jerom is gestorven in de oorlog tegen de grotkastaars. Moe Mie wordt weer door deze apen gevangengenomen, en Jerom wordt gedwongen mee te gaan. Jerom moet tegen een enorme aap vechten. Hij wint, waarna alle apen afdruipen. Hij vertelt zijn moeder over de tijd waarin hij zelf nu leeft (de 20e eeuw), met auto’s en televisie, en waar ook oorlog nog altijd bestaat. Jerom en Moe Mie gaan naar het graf van Jeroms vader en leggen de mergpijp op het graf. Jerom is erg verdrietig als Moe Mie hierna weer vertrekt naar het geestenrijk. 
Intussen vinden de vrienden het huisje, en al snel daarna Jerom. Hij neemt de vrienden mee naar het graf van zijn vader. Krimson ziet alles en volgt de vrienden naar het graf. De mergpijp blijkt verdwenen en tante Sidonia en Lambik gaan op zoek naar Krimson. Suske en Wiske komen een dinosaurus tegen. Ze rijden op zijn rug achter de hovercraft aan en komen in een grot bij Krimson terecht. Krimson heeft een leger getekend op de muur, dat hij met behulp van de mergpijp tot leven wil wekken. Als Krimson op de mergpijp blaast, komt hier echter alleen niespoeder uit. Wiske heeft dit erin gestopt en de boeven zijn nu verslagen. 
Iedereen keert weer terug naar de normale wereld, Krimson en diens handlangers worden gevangengezet. Jerom haalt tot slot een spreekwoord aan om zijn moeder te eren ("Het mooiste woord de wereld rond is... Moe Mie").

## Achtergronden
- De malle mergpijp was in de hoofdreeks het eerste vervolg op Jeroms debuutverhaal De dolle musketiers (1953).
- Jerom vindt hier dat vroeger alles beter was. Uit nostalgie trekt hij weer een dierenvel aan, dat hij ook droeg toen hij voor het eerst in de strip geïntroduceerd werd. Ook speelt hij hier weer net als toen met Schanulleke.
- Een voorhistorische onderwereld, compleet met gassen die een uitspansel vormen, kwam ook al voor in het blauwe reeks-verhaal De groene splinter (1957). Zoals gewoonlijk lopen de verhaallijnen uit de blauwe en de rode reeks hier niet door elkaar.
- De onderaardse voorhistorische wereld van Moe Mie en de grotkastaars komt ook voor in De slimme slapjanus. Suske, Wiske en Sidonia komen in deze wereld terecht als Professor Barabas de Gepro (Geheugenprojector) inschakelt om in Jeroms gedachten te kijken en zo de Slapjanus op te sporen.
- Het spreekwoord aan het eind was in de serie ook al aangehaald in Het bevroren vuur.

## Voetnoten
1. ↑  zie De dolle musketiers